# Hamid Banitamim
Hamid Banitamim (pers. حمید بنی تمیم) – irański zapaśnik w stylu klasycznym. Dziewiąty na igrzyskach azjatyckich w 2002. Brąz na mistrzostwach Azji w 2006. Trzeci w Pucharze Azji w 2003. Uniwersytecki mistrz świata w 2004 i drugi w 2006 roku.